# Terminal Intermunicipal Jabaquara

La Terminal Intermunicipal Jabaquara, o simplemente Terminal Jabaquara es una de las tres principales terminales de autobuses de la ciudad de São Paulo, siendo especializada en líneas carreteras con destino al litoral sur del estado. Ubicada en el distrito paulistano de Jabaquara, la terminal posee también una estación de metro (Estación Jabaquara), la primera al sur en la Línea Norte-Sur (azul).
La inauguración de la Terminal Intermunicipal Jabaquara sucedió el día 2 de mayo de 1977. Desde entonces, por su fácil accesibilidad desde todas las regiones de la ciudad (a través del metro) y por estar situada en la región sur (más cercana, así, de la costa), la terminal mantiene la tradición de realizar solo viajes cortos para el litoral sur paulista. El viaje más lejano actualmente es con destino a Peruíbe, en un trayecto de 147,5 km. La terminal no atiende a ningún otro estado brasileño así como tampoco realiza viajes al interior paulista.
Ocupando 13.600 m² (12.100 m² de área construida), la terminal es utilizada por 5 empresas que realizan viajes con destino a: Santos, São Vicente, Guarujá, Praia Grande, Bertioga, Vicente de Carvalho, Cubatão, Mongaguá, Itanhaém y Peruíbe. Los viajes son distribuidos en 19 plataformas de embarque y 5 de desembarque, usadas por las empresas Breda, Expresso Brasileiro, Expresso Luxo, Rápido Brasil y Ultra.

## Datos de la terminal
- 19 billeterias
- 10 líneas de ómnibus
- 10 relojes
- 34 teléfonos públicos
- 44 asientos de espera
- 50 taxis
- 08 tiendas
- 01 plaza de alimentación
- 01 ascensor
- 1.500 lámparas
- 10 tipos diferentes de árboles
- 2.470 m² de jardines
- 13.600 m² de área total
- 12.100 m² de área construida

### Localidades atendidas
Las localidades atendidas por la Terminal Jabaquara son:
- Estado de São Paulo

Regiones
- Itanhaém

* Las demás localidades son servidas por las terminales Tietê y Barra Funda.

## Empresas y destinos
Las siguientes empresas operan en la terminal. Entre paréntesis constan los principales destinos.
 São Paulo
Grande São Paulo
Común
- Intervias (Embu-Guaçu)
- Metra (São Bernardo do Campo, Santo André, Diadema)

Selectivo
- Ponte Orca Zôo (Zoológico de São Paulo)

Litoral
- Breda Transportes (Itanhaém, Peruíbe, Mongaguá, Cubatão)
- Expresso Brasileiro (Santos, São Vicente, Praia Grande)
- Expresso Luxo (Santos)
- Rápido Brasil (Guarujá, Bertioga, Santos, São Vicente)
- Ultra (Guarujá, Bertioga, Santos, São Vicente)